# 太子太傅
太子太傅（たいしたいふ）は、中国の前漢以降の王朝にあった官職である。太子少傅とともに皇太子の師となって教え導くことが職務とされた。

## 周の太傅
『漢書』百官公卿表は、太子太傅と太子少傅は「古官」、すなわちいにしえの官を引き継いだものとする。
周代の歴史・制度を伝える他の諸書に「太子太傅」は見えず、「太傅」が多く見える。太傅になったと伝えられる有名人が周公旦で、幼い成王の代わりに政治をとりつつ、成王の養育にも心を砕いた。そのためか太傅に関しては、王の補佐役とする説明と、太子の教育係とする説明が混ざっており、比重としては前者が大きい。
王を補佐する太傅は通常の最高官を越えてさらに上にある者で、太子の教育係とは地位が著しく隔たる。後代の制度で太傅は、皇帝を補佐する官の名にあてられた。詳しくは「太傅」の項目で説明する。
『礼記』の一篇である「文王世子」は、太傅と少傅は世子（次の君主になるべき子）の教育にあたったと伝える。それによると、太傅と少傅の務めは世子に君臣の道と父子の道を教えることで、主に太傅が教え、少傅はその学びを助けた。この教育係が後代に引き継がれたのが太子太傅で、以下で解説する。

## 前漢・後漢
前漢の太子太傅の秩禄は二千石。太子少傅とともに皇太子の教育にあたった。
後漢になると秩禄が中二千石となった。『続漢書』百官志によると太子太傅は属官を持たず、太子門大夫、庶子等の属官は太子少傅に属した。